# Aeroportul Tolmachevo
Aeroportul Tolmachevo (în rusă Аэропорт Толмачёво) (IATA: OVB, ICAO: UNNT) este un aeroport din Ob, Ob Urban Okrug⁠(d), Regiunea Novosibirsk, Rusia ce deservește zona Novosibirsk. Aeroportul a fost tranzitat în 2021 de 6.662.128 de pasageri. A fost deschis în 12 iulie 1957 și numit după Aleksandr Pokrîșkin.
Situat la o altitudine de 111 m, aeroportul dispune de 2 piste. Este operat de Novaport⁠(d).

## Infrastructură

### Piste
Aeroportul dispune de 2 piste. Pista 07/25 are suprafața de asfalt și dimensiunile 3.597 m × 60 m. Pista 16/34 are suprafața de beton și dimensiunile 3.602 m × 45 m. 